# Championnats d'Europe de judo 2024
Navigation
Édition précédente Édition suivante
Les Championnats d'Europe de judo 2024, trente-huitième édition des Championnats d'Europe de judo réunifiés, ont lieu du 25 au 28 avril 2024 à l'Arena Zagreb à Zagreb, en Croatie. Les épreuves individuels et par équipe mixte sont au programme.

## Calendrier
- Jeudi 25 avril:
  - Femmes : -48 / -52 / -57 kg
  - Hommes : -60 / -66 kg
- Vendredi 26 avril:
  - Femmes : -63 / -70 kg
  - Hommes : -73 / -81 kg
- Samedi 27 avril:
  - Femmes : -78 / +78 kg
  - Hommes : -90 / -100 / +100 kg
- Dimanche 28 avril:
  - Mixte : tournoi par équipes

## Podiums

### Femmes
| Épreuves                          | Or               | Argent              | Bronze             |
| --------------------------------- | ---------------- | ------------------- | ------------------ |
| Moins de 48 kg poids super-légers | Kristina Dudina  | Blandine Pont       | Tamar Malca        |
| Moins de 48 kg poids super-légers | Kristina Dudina  | Blandine Pont       | Catarina Costa     |
| Moins de 52 kg poids mi-légers    | Distria Krasniqi | Odette Giuffrida    | Réka Pupp          |
| Moins de 52 kg poids mi-légers    | Distria Krasniqi | Odette Giuffrida    | Ariane Toro Soler  |
| Moins de 57 kg poids légers       | Darya Bilodid    | Kaja Kajzer         | Timna Nelson-Levy  |
| Moins de 57 kg poids légers       | Darya Bilodid    | Kaja Kajzer         | Eteri Liparteliani |
| Moins de 63 kg poids mi-moyens    | Renata Zachová   | Joanne van Lieshout | Andreja Leški      |
| Moins de 63 kg poids mi-moyens    | Renata Zachová   | Joanne van Lieshout | Savita Russo       |
| Moins de 70 kg poids moyens       | Barbara Matić    | Elisavet Teltsidou  | Lara Cvjetko       |
| Moins de 70 kg poids moyens       | Barbara Matić    | Elisavet Teltsidou  | Ai Tsunoda         |
| Moins de 78 kg poids mi-lourds    | Audrey Tcheuméo  | Anna-Maria Wagner   | Alina Böhm         |
| Moins de 78 kg poids mi-lourds    | Audrey Tcheuméo  | Anna-Maria Wagner   | Inbar Lanir        |
| Plus de 78 kg poids lourds        | Raz Hershko      | Julia Tolofua       | Léa Fontaine       |
| Plus de 78 kg poids lourds        | Raz Hershko      | Julia Tolofua       | Kayra Ozdemir      |

### Hommes
| Épreuves                          | Or                   | Argent            | Bronze                |
| --------------------------------- | -------------------- | ----------------- | --------------------- |
| Moins de 60 kg poids super-légers | Francisco Garrigós   | Balabay Aghayev   | Cédric Revol          |
| Moins de 60 kg poids super-légers | Francisco Garrigós   | Balabay Aghayev   | Salih Yıldız          |
| Moins de 66 kg poids mi-légers    | Vazha Margvelashvili | Muhammed Demirel  | Bence Pongrácz        |
| Moins de 66 kg poids mi-légers    | Vazha Margvelashvili | Muhammed Demirel  | Elios Manzi           |
| Moins de 73 kg poids légers       | Hidayet Heydarov     | Danil Lavrentev   | Lasha Shavdatuashvili |
| Moins de 73 kg poids légers       | Hidayet Heydarov     | Danil Lavrentev   | Joan-Benjamin Gaba    |
| Moins de 81 kg poids mi-moyens    | Tato Grigalashvili   | Frank de Wit      | Vedat Albayrak        |
| Moins de 81 kg poids mi-moyens    | Tato Grigalashvili   | Frank de Wit      | Shamil Borchashvili   |
| Moins de 90 kg poids moyens       | Eljan Hajiyev        | Krisztián Tóth    | Lasha Bekauri         |
| Moins de 90 kg poids moyens       | Eljan Hajiyev        | Krisztián Tóth    | Alex Creţ             |
| Moins de 100 kg poids mi-lourds   | Matvey Kanikovskiy   | Ilia Sulamanidze  | Michael Korrel        |
| Moins de 100 kg poids mi-lourds   | Matvey Kanikovskiy   | Ilia Sulamanidze  | Gennaro Pirelli       |
| Plus de 100 kg poids lourds       | Inal Tasoev          | Guram Tushishvili | Tamerlan Bashaev      |
| Plus de 100 kg poids lourds       | Inal Tasoev          | Guram Tushishvili | Márius Fízeľ          |

### Mixte
| Épreuves           | Or | Argent | Bronze |
| ------------------ | --- | --- | --- |
| Par équipes mixtes | France- Joan-Benjamin Gaba - Maxime Gobert - Eniel Caroly - Alexis Mathieu - Mathéo Akiana Mongo - Khamzat Saparbaev - Priscilla Gneto - Faïza Mokdar - Margaux Pinot - Florine Soula - Léa Fontaine - Julia Tolofua | Géorgie- Giorgi Chikhelidze - Lasha Shavdatuashvili - Lasha Bekauri - Giorgi Jabniashvili - Saba Inaneishvili - Guram Tushishvili - Eteri Liparteliani - Nino Loladze - Eter Askilashvili - Mariam Tchanturia - Nino Gulbani - Sophio Somkhishvili | Allemagne- Jano Rübo - Johann Lenz - Johannes Frey - Jana Ziegler - Samira Bock - Renée Lucht - Anna Monta Olek                                                                                                   |
| Par équipes mixtes | France- Joan-Benjamin Gaba - Maxime Gobert - Eniel Caroly - Alexis Mathieu - Mathéo Akiana Mongo - Khamzat Saparbaev - Priscilla Gneto - Faïza Mokdar - Margaux Pinot - Florine Soula - Léa Fontaine - Julia Tolofua | Géorgie- Giorgi Chikhelidze - Lasha Shavdatuashvili - Lasha Bekauri - Giorgi Jabniashvili - Saba Inaneishvili - Guram Tushishvili - Eteri Liparteliani - Nino Loladze - Eter Askilashvili - Mariam Tchanturia - Nino Gulbani - Sophio Somkhishvili | Serbie- Strahinja Bunčić - Filip Jovanović - Darko Brašnjović - Nemanja Majdov - Bojan Došen - Igor Vračar - Marica Perišić - Andrea Stojadinov - Jovana Bunčić - Jovana Čakarević - Milica Cvijić - Milica Žabić |

## Tableau des médailles
- Pays organisateur

| Rang  | Nation                       | Or | Argent | Bronze | Total |
| ----- | ---------------------------- | -- | ------ | ------ | ----- |
| NC    | Athlètes individuels neutres | 3  | 1      | 1      | 5     |
| 1     | Géorgie                      | 2  | 2      | 3      | 7     |
| 2     | Azerbaïdjan                  | 2  | 1      | 0      | 3     |
| 3     | France                       | 1  | 2      | 3      | 6     |
| 4     | Israël                       | 1  | 0      | 3      | 4     |
| 5     | Espagne                      | 1  | 0      | 2      | 3     |
| 6     | Croatie                      | 1  | 0      | 1      | 2     |
| 7     | Tchéquie                     | 1  | 0      | 0      | 1     |
| 7     | Kosovo                       | 1  | 0      | 0      | 1     |
| 7     | Ukraine                      | 1  | 0      | 0      | 1     |
| 10    | Pays-Bas                     | 0  | 2      | 1      | 3     |
| 11    | Italie                       | 0  | 1      | 3      | 4     |
| 11    | Turquie                      | 0  | 1      | 3      | 4     |
| 13    | Hongrie                      | 0  | 1      | 2      | 3     |
| 14    | Allemagne                    | 0  | 1      | 1      | 2     |
| 14    | Slovénie                     | 0  | 1      | 1      | 2     |
| 16    | Grèce                        | 0  | 1      | 0      | 1     |
| 17    | Autriche                     | 0  | 0      | 1      | 1     |
| 17    | Portugal                     | 0  | 0      | 1      | 1     |
| 17    | Roumanie                     | 0  | 0      | 1      | 1     |
| 17    | Slovaquie                    | 0  | 0      | 1      | 1     |
| Total | Total                        | 14 | 14     | 28     | 56    |